# Tamparan
Tamparan è una municipalità di quinta classe delle Filippine, situata nella Provincia di Lanao del Sur, nella Regione Autonoma nel Mindanao Musulmano.
Tamparan è formata da 44 baranggay:
- Balutmadiar
- Bangon
- Beruar
- Bocalan
- Cabasaran
- Dasomalong
- Dilausan
- Ginaopan
- Lalabuan
- Lilod Tamparan
- Lilod Tubok
- Lindongan
- Linuk
- Linuk Oriental
- Lumbac

- Lumbaca Ingud
- Lumbaca Lilod
- Lumbacaingud South
- Maidan Linuk
- Mala-abangon
- Maliwanag
- Mariatao Datu
- Minanga
- Miondas
- New Lumbacaingud
- Occidental Linuk
- Pagalamatan Linuk
- Pagayawan
- Picarabawan
- Pimbago-Pagalongan

- Pindolonan Mariatao Sarip
- Poblacion I
- Poblacion II
- Poblacion III
- Poblacion IV
- Raya Buadi Barao
- Raya Niondas
- Raya Tamparan
- Salongabanding
- Saminunggay
- Talub
- Tatayawan North
- Tatayawan South
- Tubok